# Goebbels (famiglia)

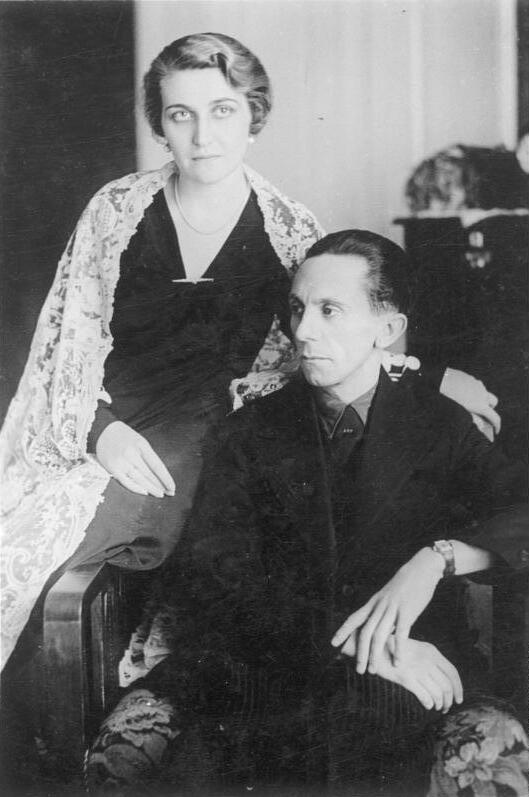
Joseph Goebbels e sua moglie Magda

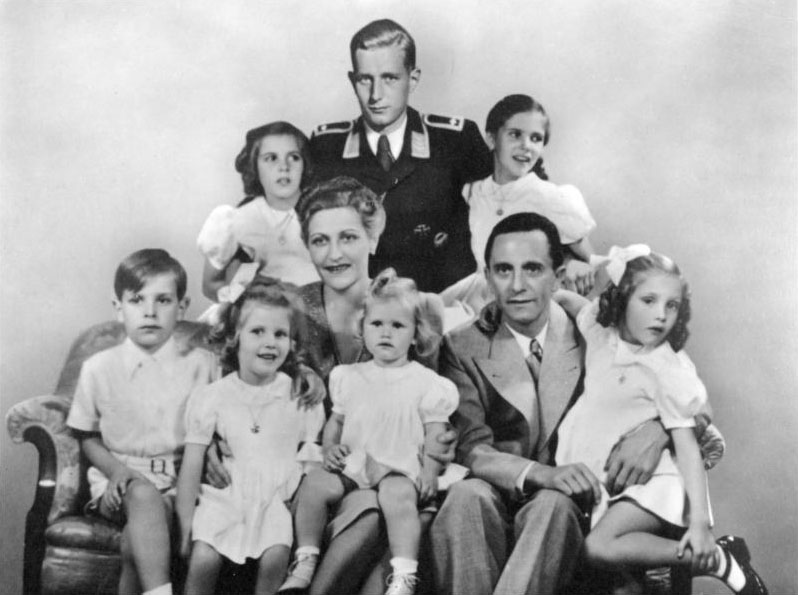
La famiglia Goebbels

La famiglia Goebbels era costituita da Magda e Joseph Goebbels e dai loro sei bambini. Magda, inoltre, aveva già un figlio, Harald Quandt, da un precedente matrimonio.
Messa in crisi dalle infedeltà di lui, la famiglia continuò a rimanere in piedi per opera di Adolf Hitler, forse per timore della cattiva immagine che un divorzio avrebbe dato.

## Gli ultimi giorni di vita

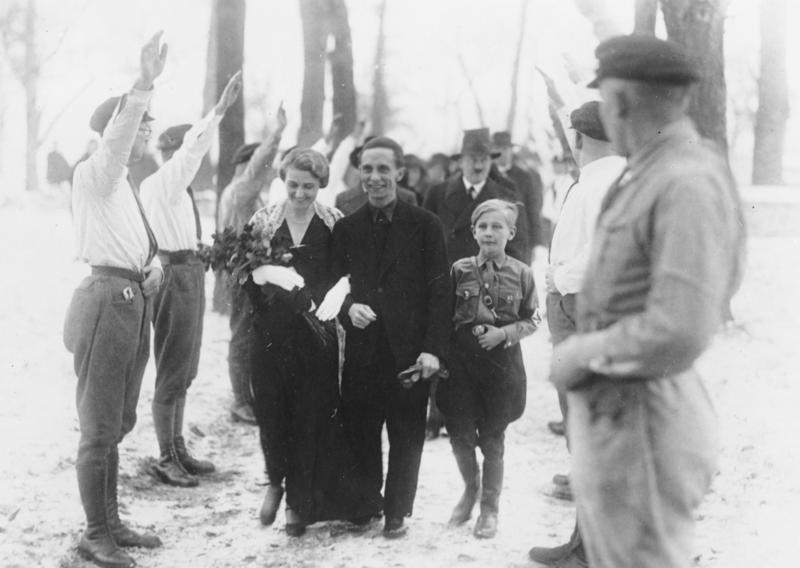
19 dicembre 1931, al matrimonio, sullo sfondo Hitler

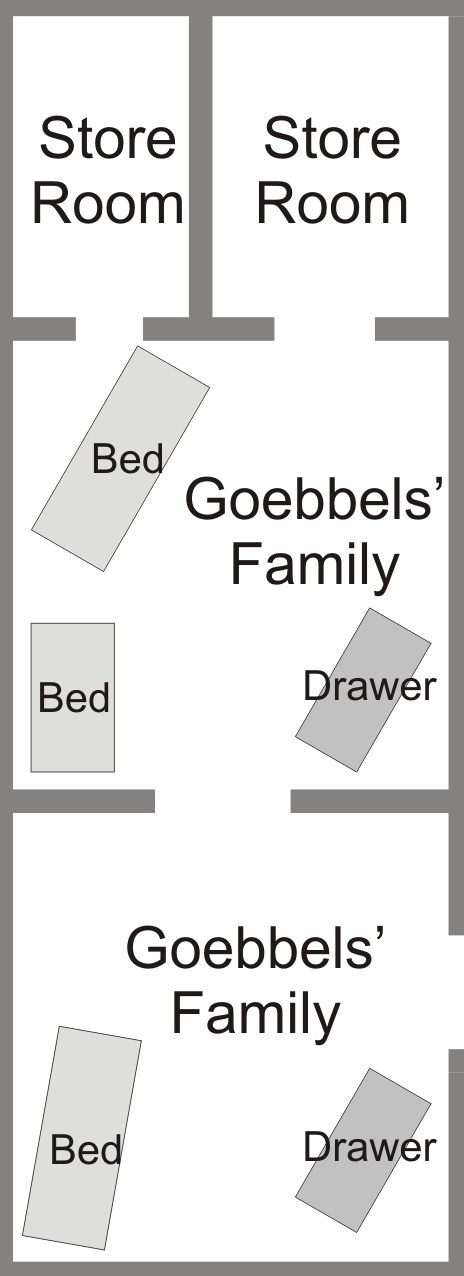
Piantina degli alloggi della famiglia Goebbels nel Führerbunker.

A partire dal 22 aprile 1945 l'Armata Rossa era ormai entrata a Berlino e si stava consumando l'ultima battaglia. Goebbels trasferì allora la sua famiglia presso il Führerbunker, dove Adolf Hitler e pochi altri si erano rifugiati; relativamente agli alloggi assegnati alla famiglia Goebbels, alcune fonti parlano di tre letti separati e un letto a castello, mentre Traudl Junge parla di due letti soltanto.
Il Major Freytag von Loringhoven, in seguito, descrisse i bambini come "tristi", contraddicendo Erna Flegel, che invece li descrisse come "affascinanti" e "assolutamente deliziosi". Spesso si intrattenevano a giocare con Blondi, il cane di Hitler, nella stessa singola stanza dove vivevano. I bambini trascorrevano la giornata anche cantando e intrattenendo sia lo stesso Hitler, che i feriti, tra i quali Robert Ritter von Greim.
La Junge, inoltre, affermò che i bambini si trovavano con lei nel momento in cui Hitler e Eva Braun si uccisero.

## I figli

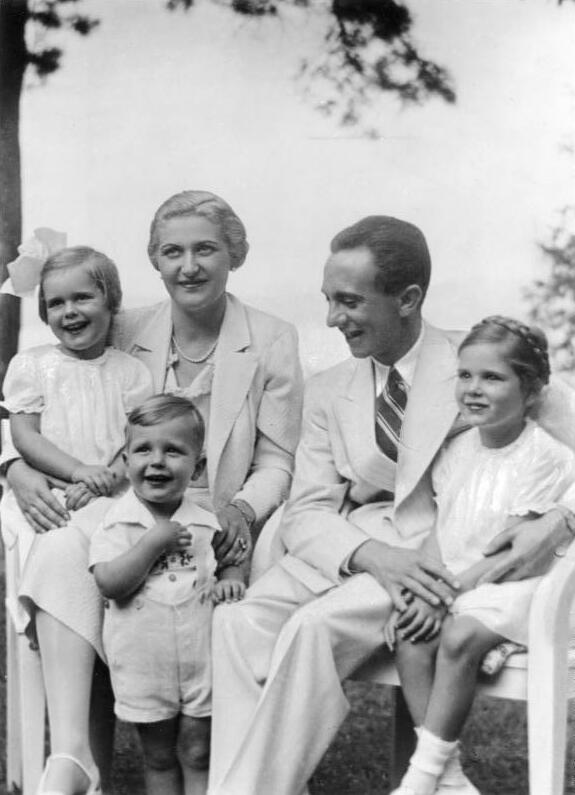
Magda e Joseph Goebbels con i figli, Helga, Helmut e Hildegard, seduti su una panchina

### Harald
Magda sposò Günther Quandt nel 1921 e due anni più tardi nacque Harald Quandt. Harald servì come Leutnant (sottotenente) della Luftwaffe, e fu l'unico membro della famiglia a sopravvivere alla guerra, e a diventare uno stimato industriale della Germania Ovest durante gli anni cinquanta.
Il matrimonio tra Magda e Günther Quandt terminò nel 1929, quando divorziarono; due anni più tardi, nel 1931, Magda sposò Joseph Goebbels (con Günther Quandt e Adolf Hitler come testimoni di nozze).
Harald morì nel 1967, quando il suo aereo personale si schiantò in Italia.

### Helga Susanne
Nata il 1º settembre 1932, Helga fu la figlia primogenita del matrimonio tra Magda e Joseph Goebbels, la prediletta del padre e una delle favorite di Adolf Hitler. Varie testimonianze la descrivono come una bambina molto intelligente e sveglia per la sua tenera età. Quando morì, nel 1945, aveva solamente 12 anni.
Nel film del 2004 La caduta - Gli ultimi giorni di Hitler la sua figura è stata interpretata dalla giovane attrice Aline Sokar.

### Hildegard Traudel
Nata il 13 aprile 1934, Hildegard era soprannominata "Hilde". Venne uccisa all'età di 11 anni.
Nel film del 2004 La caduta la sua figura è stata interpretata dalla giovane attrice Charlotte Stoiber.

### Helmut Christian
Nato il 2 ottobre 1935, è l'unico figlio maschio di Joseph Goebbels. La segretaria di Hitler, Traudl Junge, raccontò che quando Hitler si sparò un colpo di pistola per uccidersi Helmut gridò: "È stato un colpo diretto!" confondendolo con il suono di un colpo di mortaio caduto nelle vicinanze del Führerbunker.
Helmut venne ucciso all'età di 9 anni.
Nel film del 2004 La caduta la sua figura è stato interpretata dal giovane attore Gregory Borlein.

### Holdine Kathrin
Nata il 19 febbraio 1937, "Holde", così soprannominata, fu la quarta figlia della coppia. Secondo alcuni, il padre potrebbe non essere stato Goebbels ma un certo Ludecke, forse per breve tempo amante di Magda; addirittura, secondo una controversa teoria del saggista David Irving, Holdine potrebbe essere figlia di una breve relazione tra Magda e Hitler. Nessuna di queste ipotesi però è suffragata da prove sicure. Venne uccisa all'età di 8 anni.
Nel film del 2004 La caduta la sua figura è stato interpretata dalla giovane attrice Laura Borlein.

### Hedwig Johanna
Nata il 1º maggio 1938, era soprannominata "Hedda".
Hedda venne uccisa nella notte del suo settimo compleanno.
Nel film del 2004 La caduta la sua figura è stato interpretata dalla giovane attrice Julia Bauer.

### Heidrun Elisabeth
Nata il 29 ottobre 1940, "Heide" aveva 4 anni e mezzo quando venne uccisa.
Nel film del 2004 La caduta la sua figura è stato interpretata dalla giovane attrice Amelie Menges.
Tutti e sei i bambini avevano i nomi inizianti per H, in omaggio allo stesso Hitler.

## L'epilogo e la morte
Nell'ultimo testamento di Joseph Goebbels, dettato alla segretaria Traudl Junge, il ministro della propaganda sostenne di avere il pieno appoggio della moglie e dei figli nella decisione di non abbandonare Berlino. Poco dopo, tuttavia, questa affermazione viene modificata, asserendo che i bambini avrebbero di certo approvato questa decisione se fossero stati abbastanza grandi per parlare per se stessi. Sia la pilota Hanna Reitsch (che aveva abbandonato il bunker il 29 aprile) che la Junge (che fuggì il 1º maggio) portarono con loro nella fuga una serie di lettere, tra le quali anche due missive separate di Magda e Joseph Goebbels, destinate a Harald che era detenuto in un campo di concentramento alleato.
Il 1º maggio venne comunicato ai bambini che sarebbero stati trasferiti a Berchtesgaden, e Magda Goebbels chiese a Ludwig Stumpfegger (secondo altre fonti si rivolse invece a Helmut Kunz) di procurare della morfina per calmare i bambini. Erich Kempka, dopo la guerra, asserì che i bambini gli vennero tolti da un'infermiera poco prima che li conducesse fuori dal bunker.
Il 3 maggio 1945, il giorno successivo alla scoperta sovietica dei corpi carbonizzati dei genitori, vennero scoperti anche i corpi dei sei bambini, ancora nei loro letti e con il pigiama.
Il viceammiraglio Hans-Erich Voss venne portato nel giardino della Cancelleria del Reich per identificare i corpi; poiché le loro facce avevano assunto un colorito blu-chiaro venne intuito che la morte era avvenuta per avvelenamento con il cianuro.